# Historisches Fahrerlager am Nürburgring

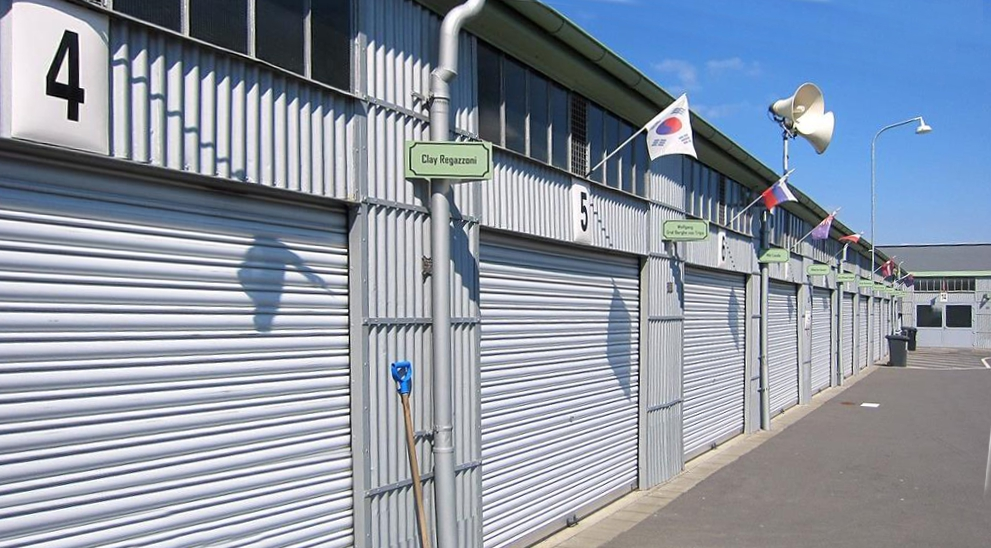
Historisches Fahrerlager nach der Renovierung 2011

Das Historische Fahrerlager am Nürburgring wurde am 18./19. Juni 1927 zusammen mit der Rennstrecke eröffnet. Es liegt im Außenbereich des Nürburgrings in Höhe der Anbindung der Nordschleife und der Start-und-Zielgeraden. Das Fahrerlager ist die älteste erhaltene Boxenanlage in Form eines Gevierts weltweit.

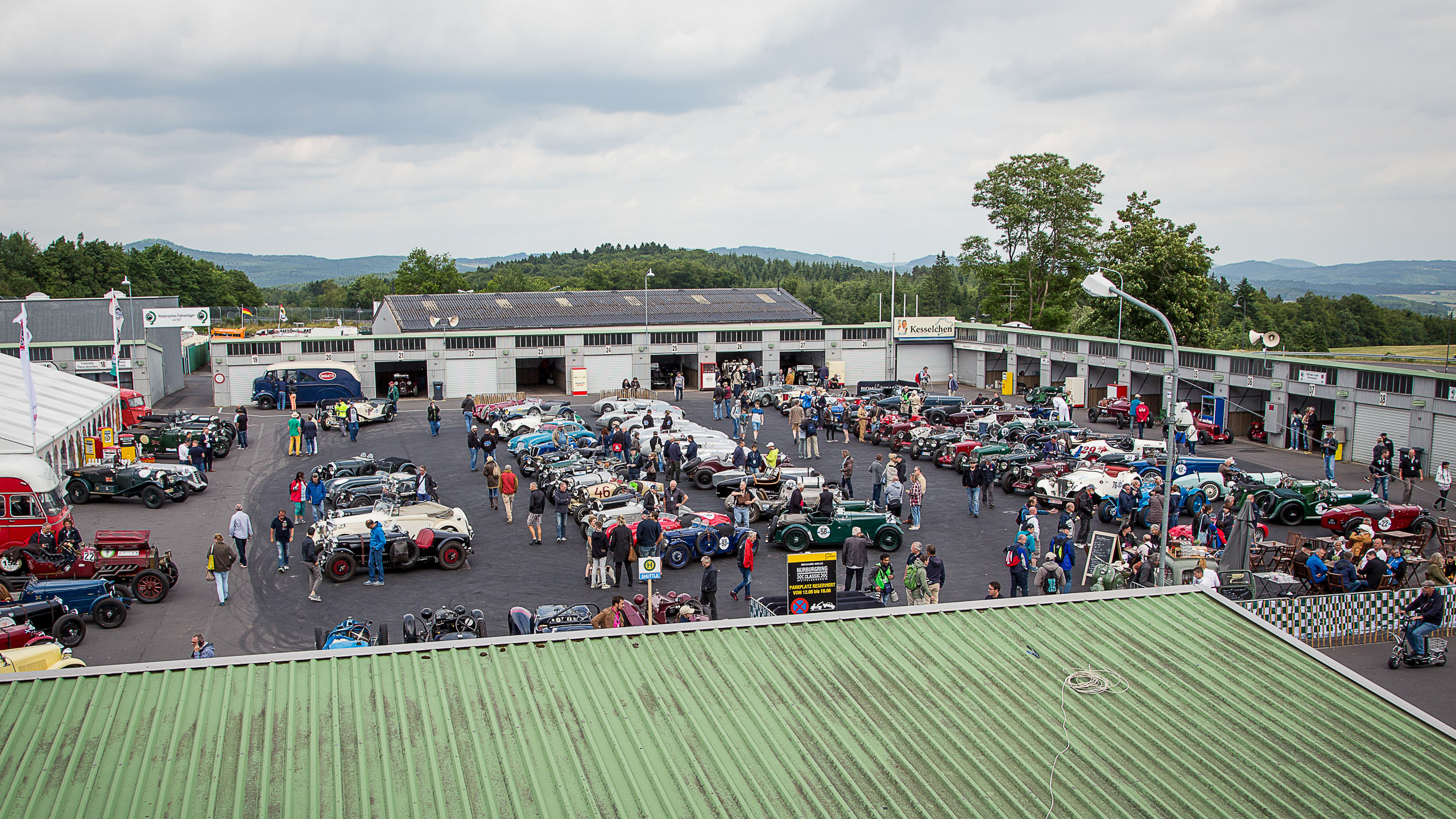
Prewar Meeting, Nürburgring Classic 2017

Heute wird die 7200 m² große Anlage fast nur noch als Zusatzfläche für das neuere, gut achtmal so große Grand-Prix-Fahrerlager genutzt. Bei Oldtimer-Veranstaltungen hingegen wird das historische Fahrerlager mit seiner zeitgenössischen Kulisse immer wieder zu einer der Hauptattraktionen, wie zum Beispiel bei den „Prewar Meetings“ im Rahmen der Nürburgring Classic, beim Oldtimer-Festival oder beim Oldtimer-Grand-Prix.

## Geschichte
Bei der Planung der neuen Rennstrecke in den 1920er-Jahren wurde ein für die damalige Zeit großzügiges Rennfahrerlager vorgesehen und umgesetzt. In der Anfangsphase waren 70 abschließbare Garagen um den 4400 m² großen Platz angeordnet, 58 für Automobile und 12 für Motorräder; heute besteht das Fahrerlager noch aus nominal 59 Boxen. Mit den Jahren wurden 20 Boxen zu Büros, Werkstätten, Lagerflächen, Ladenlokalen oder Gastronomiebetrieben umgebaut, andere fielen dem Platzbedarf größerer Zufahrten zum Opfer, aber die Grundfläche wurde seit 1927 nicht verändert.
In der Mitte befand sich anfangs eine Zeltanlage, später eine große Waschhalle.

Für heutige Verhältnisse waren die Boxen zu eng und zu dunkel; außerdem war der Platz bei Veranstaltungen mit über 200 Teilnehmern sehr beschränkt, viele Reparaturen mussten entsprechend vor der Box durchgeführt werden. Der Kontakt zwischen Teams und Zuschauern und Presse war in der Zeit dadurch viel direkter als nach dem Bau der Grand-Prix-Strecke mit den neuen Boxenanlagen.

Impressionen 1960er/1970er Jahre
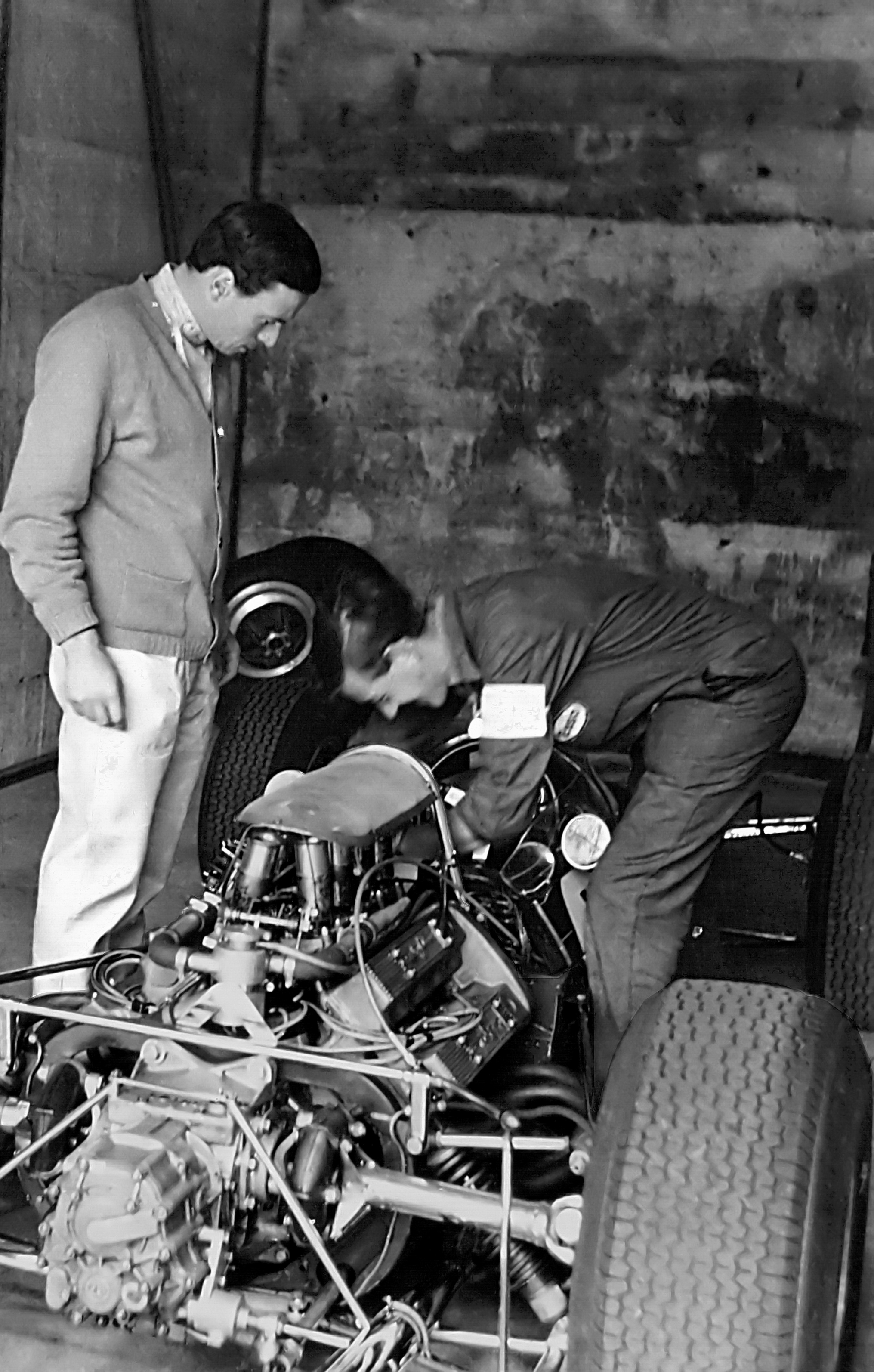
1965: Sieger GP Deutschland Clark
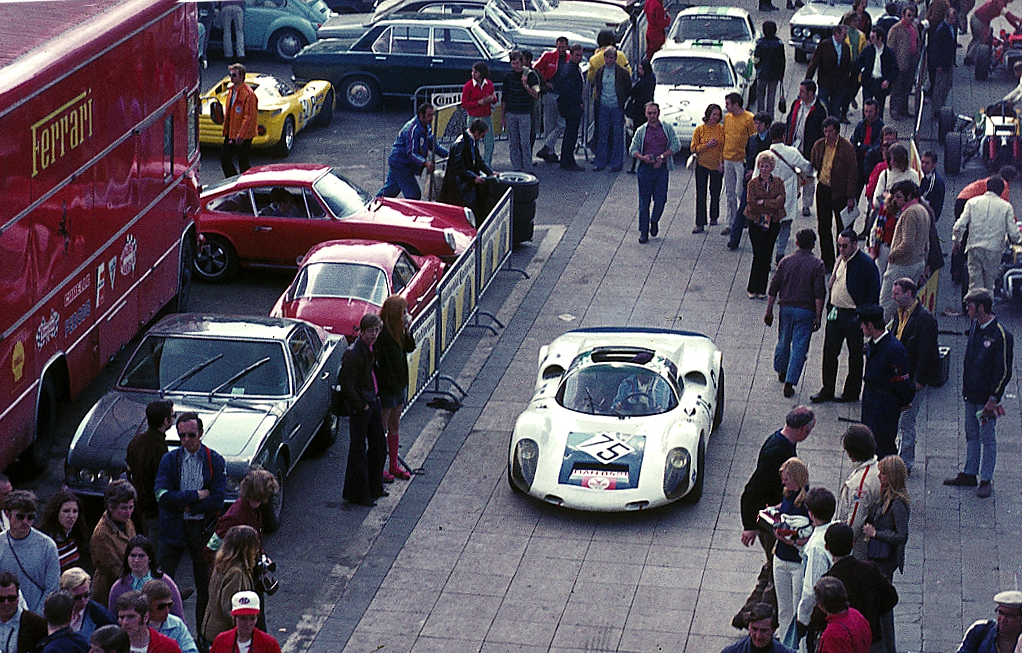
1971: Porsche 910 mit Sepp Greger beim 1000-km-Rennen
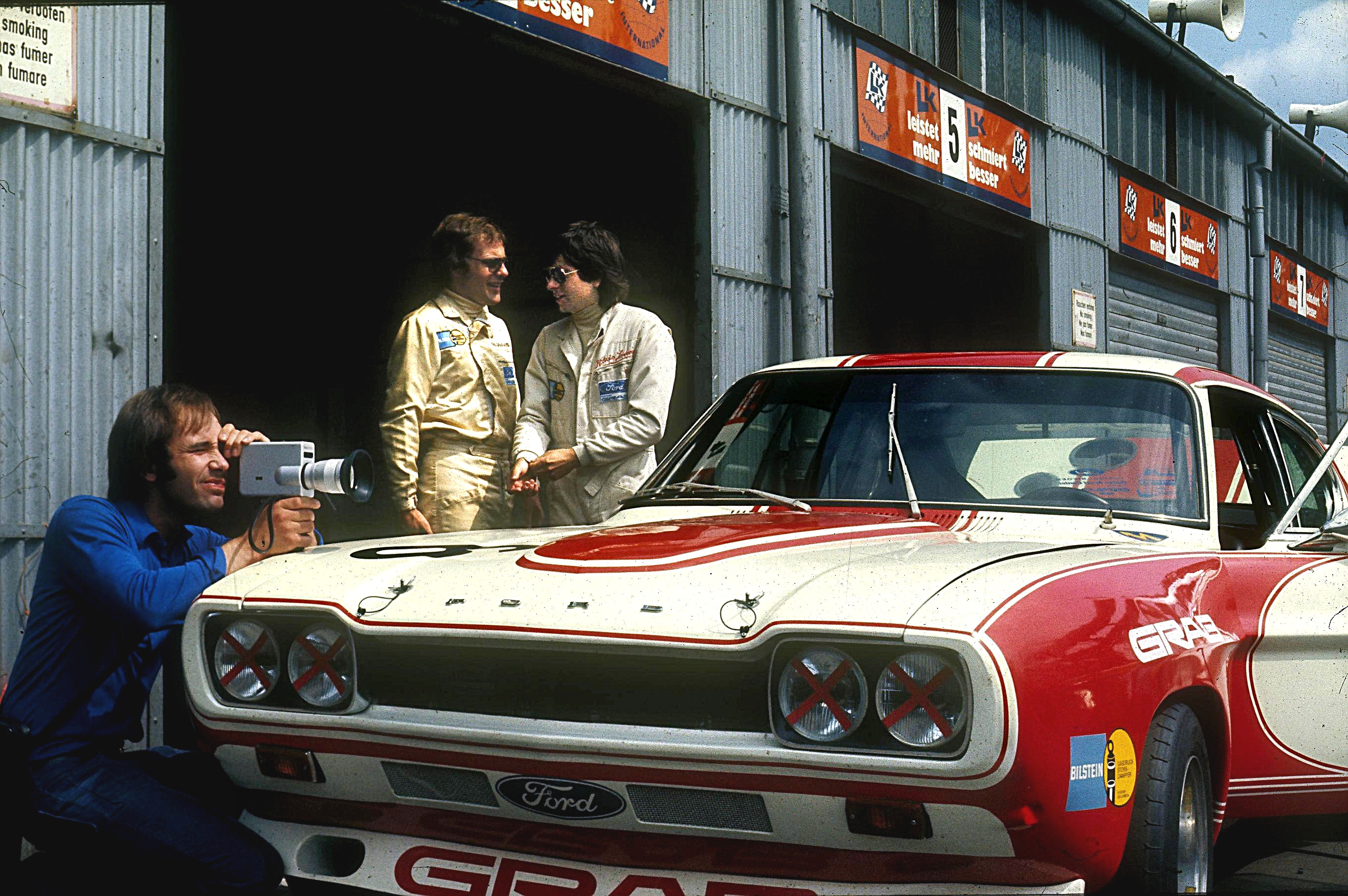
1973: Klaus Ludwig und Karl-Ludwig Weiß
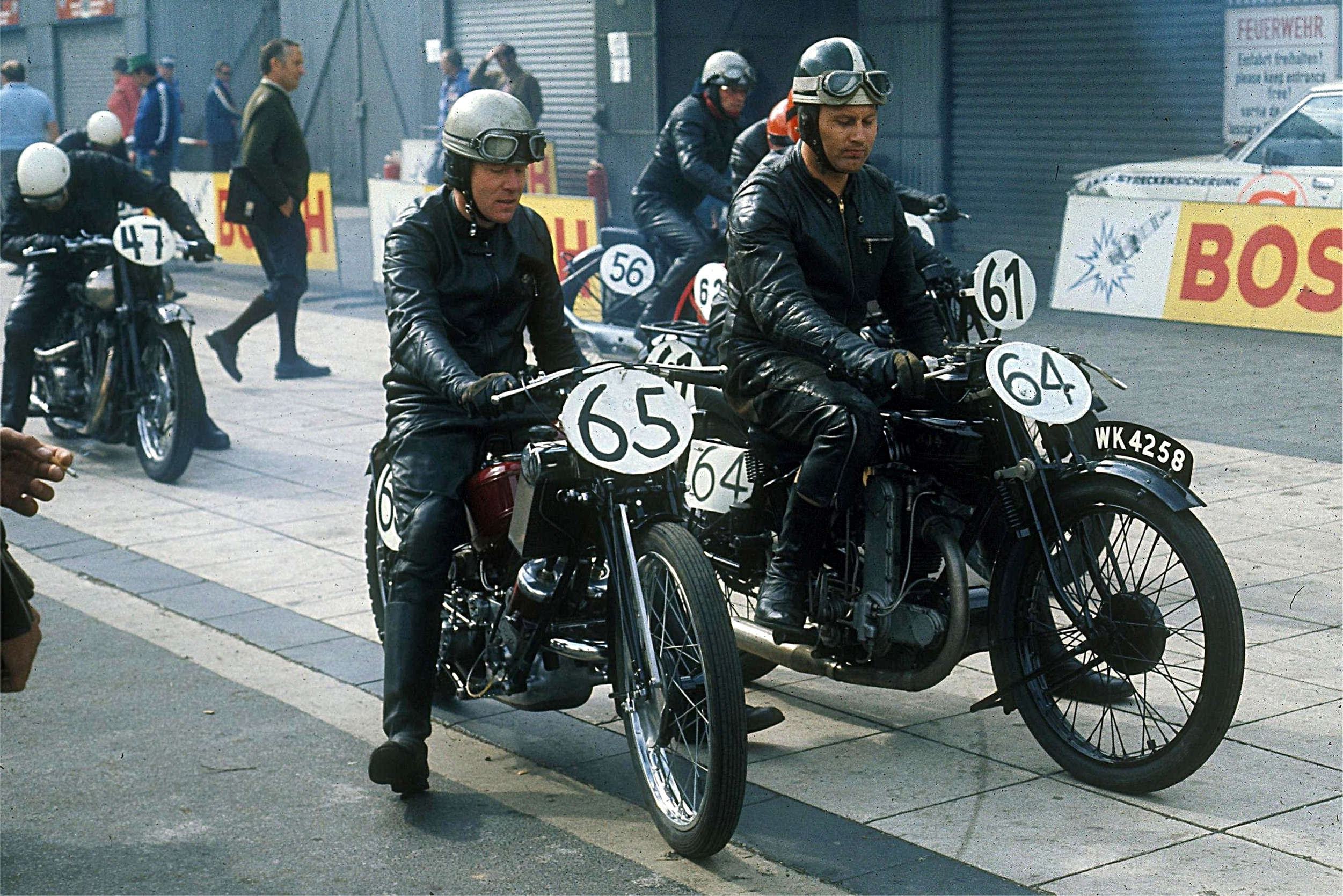
1975: AvD-Oldtimer-Grand-Prix
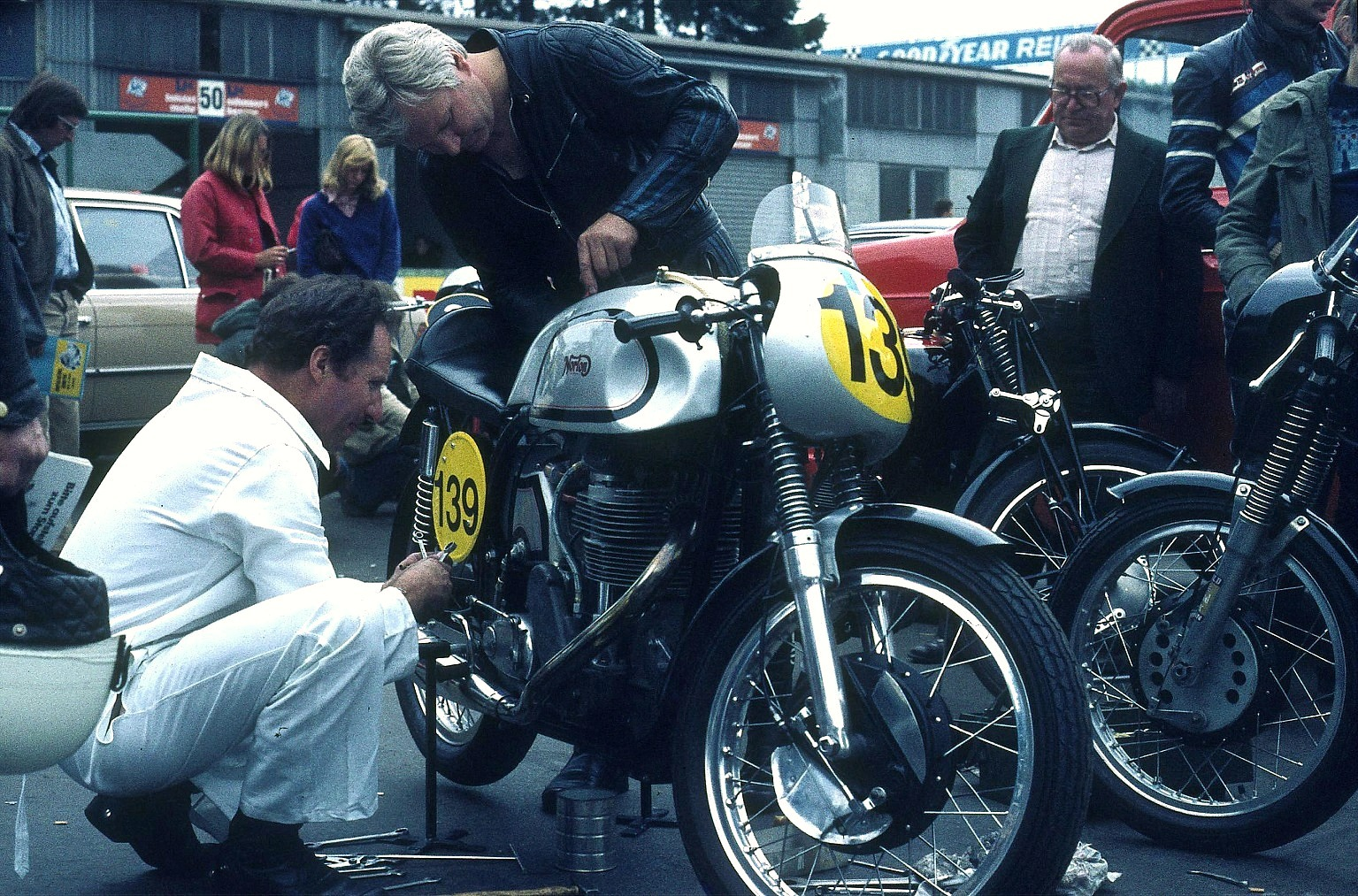
1978: Mechaniker/Fahrer bei Oldtimer GP

In den 1970er-Jahren war die Sicherheit des Nürburgrings immer mehr diskutiert und die Forderung nach einer modernen, sicheren Formel-1-tauglichen Rennstrecke nach dem letzten Lauf 1976 immer lauter geworden. Ende 1982 begann die Umgestaltung der Südschleife und der Start-und-Ziel-Schleife zur Grand-Prix-Strecke. Im Innenbereich der Grand-Prix-Strecke wurde auch ein modernes, viel größeres Fahrerlager mit einer Mehrzweck-Boxenanlage errichtet. Die Grand-Prix-Strecke wurde am 12. Mai 1984 eröffnet.
Mit der Eröffnung des „Grand-Prix-Fahrerlagers“ wurde der Tunnel zwischen dem alten Fahrerlager und der Start-und-Ziel-Geraden erweitert, das Alte Fahrerlager wurde kaum noch genutzt und verfiel zusehends. Später lagerte hier länger die alte Sprecherkabine, bevor sie einen neuen Standort auf einem Ausstellungscontainer direkt vor der Einfahrt in das alte Fahrerlager fand.
Nach mehreren Erweiterungen ist das „neue“ Grand-Prix-Fahrerlager heute über 58.000 m² groß, also mehr als achtmal so groß wie das alte Fahrerlager, das mittlerweile allgemein „historisches Fahrerlager“ genannt wird.

## Restaurierung und Wiedereröffnung 2011

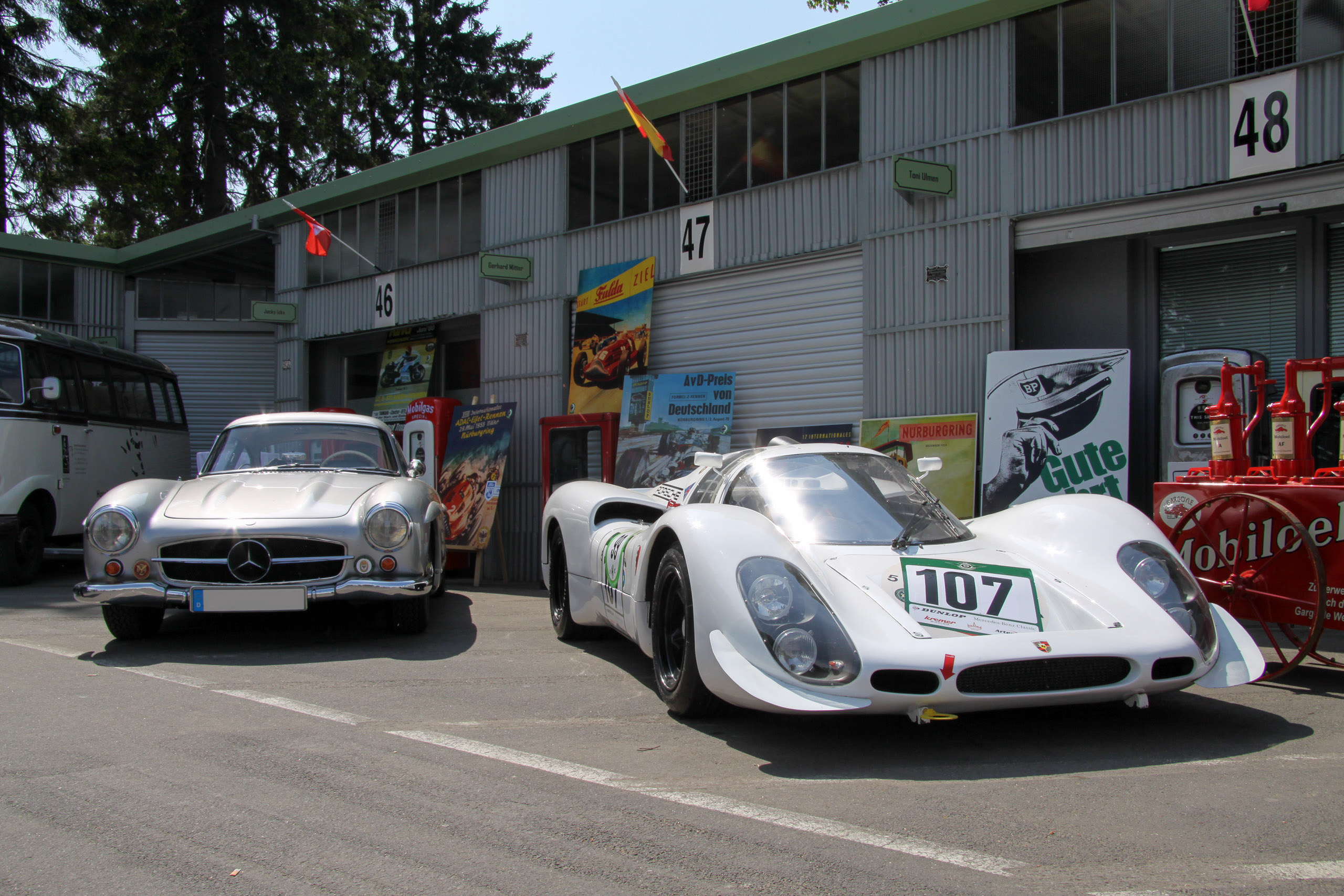
Eröffnung 30. April 2011, Nürburgring Revival.

Das „Alte Fahrerlager“ wurde von Sommer 2010 bis Frühjahr 2011 aufwendig restauriert und am 30. April 2011 im Rahmen der Oldtimer-Veranstaltung „Nürburgring Revial“ offiziell als „historisches Fahrerlager“ wieder eröffnet.
Die Boxen wurden optisch zurückgebaut und vereinheitlicht. Dafür wurden die Wellblechverkleidungen und Oberlichter instand gesetzt, die Rolltore und die Beleuchtung entsprechend zeitgenössischen Vorbildern erneuert.

„Alles Moderne wurde verbannt bzw. so platziert, dass es nicht sichtbar ist.“

Zusätzlich wurden auch alte Werbetafeln im Wechsel mit Gedenkplaketten arrangiert, über den Boxen wurden neue Boxennummern, Nationalflaggen, und Namensschilder wichtiger Persönlichkeiten aus dem Rennsport angebracht. Die Lautsprecheranlage wurde durch Horn-Lautsprecher im Retrostil ersetzt.
Über die gesamte Nordwestseite des Fahrerlagers wurde ein Banner mit einem bereits 1935 verwendeten Werbespruch angebracht:

„Jeder lobt was Nürburgring-erprobt - Erste Deutsche Gebirgs- Renn- und Prüfstrecke“

Neuer Glanz
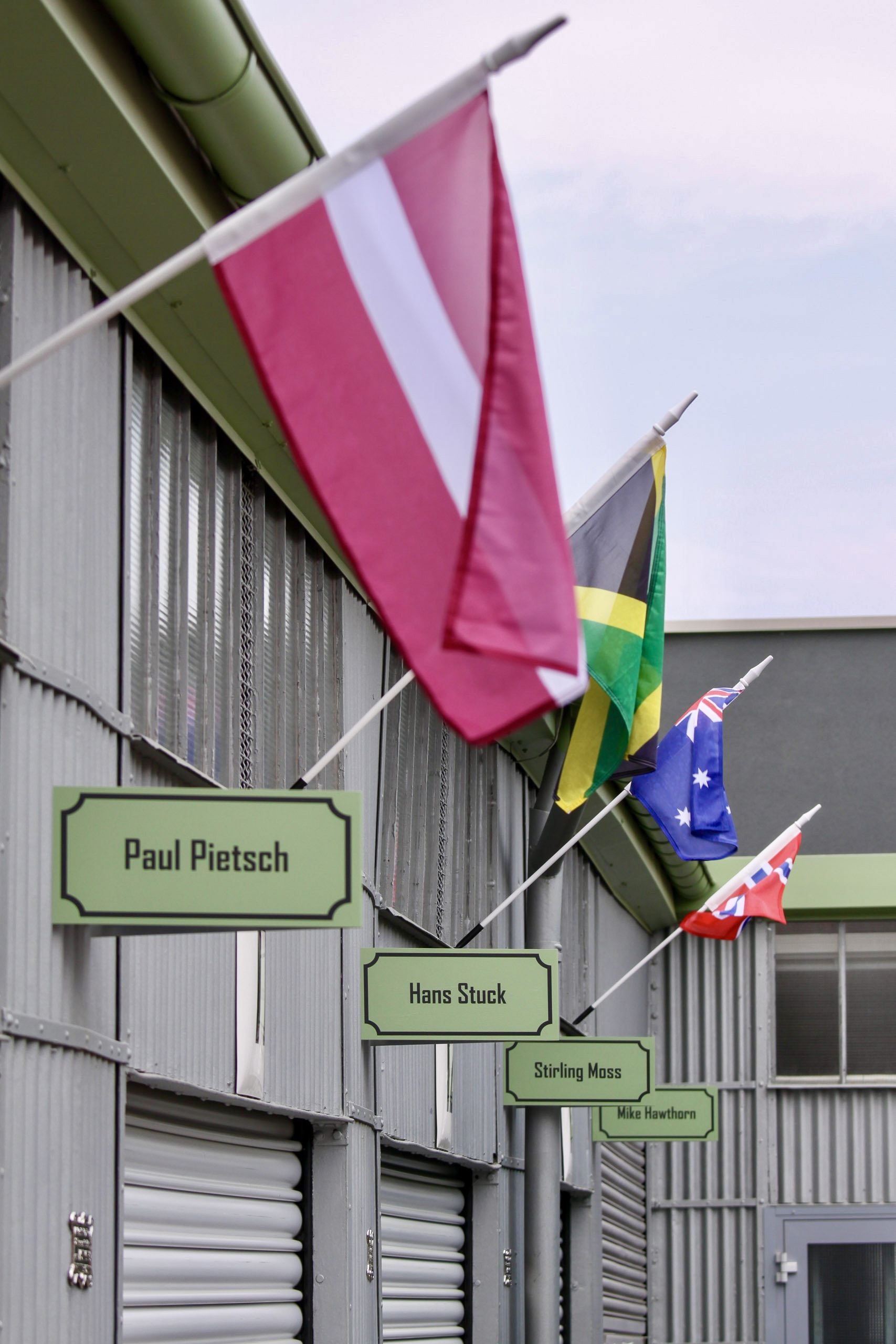
Flaggen, Schilder, Boxennummern 2011
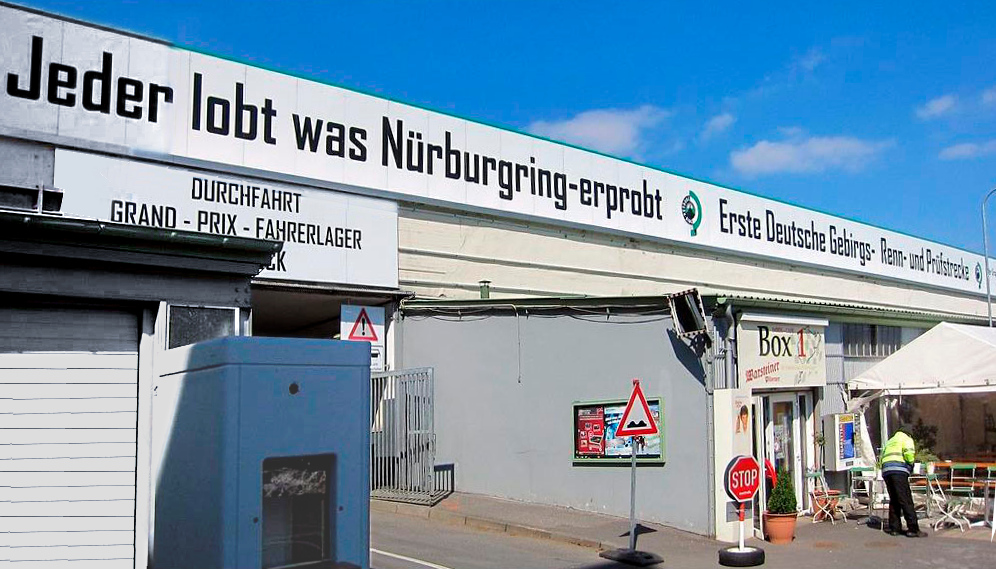
Werbeschriftzug über der Nordwestfront
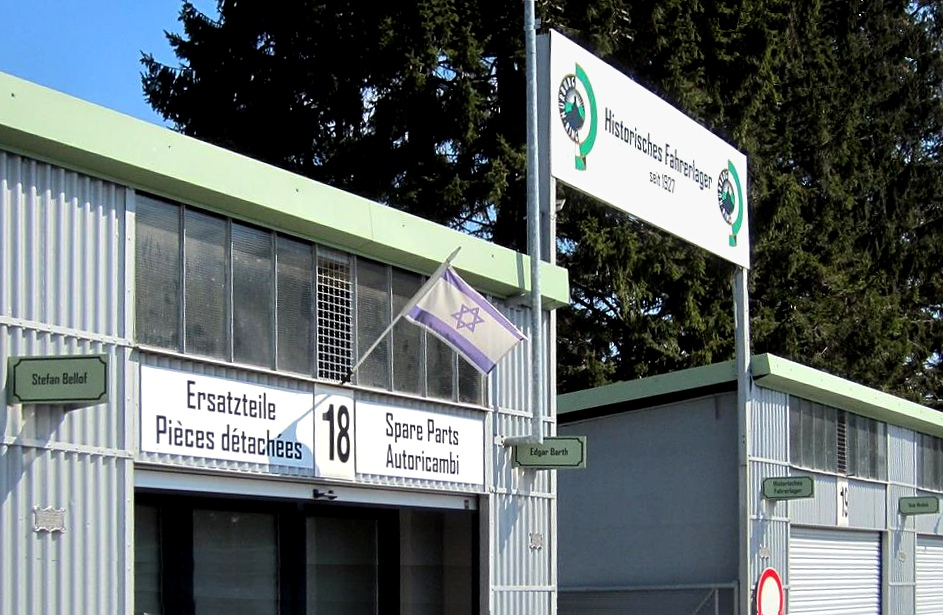
Durchfahrt Richtung Industrie-Lager
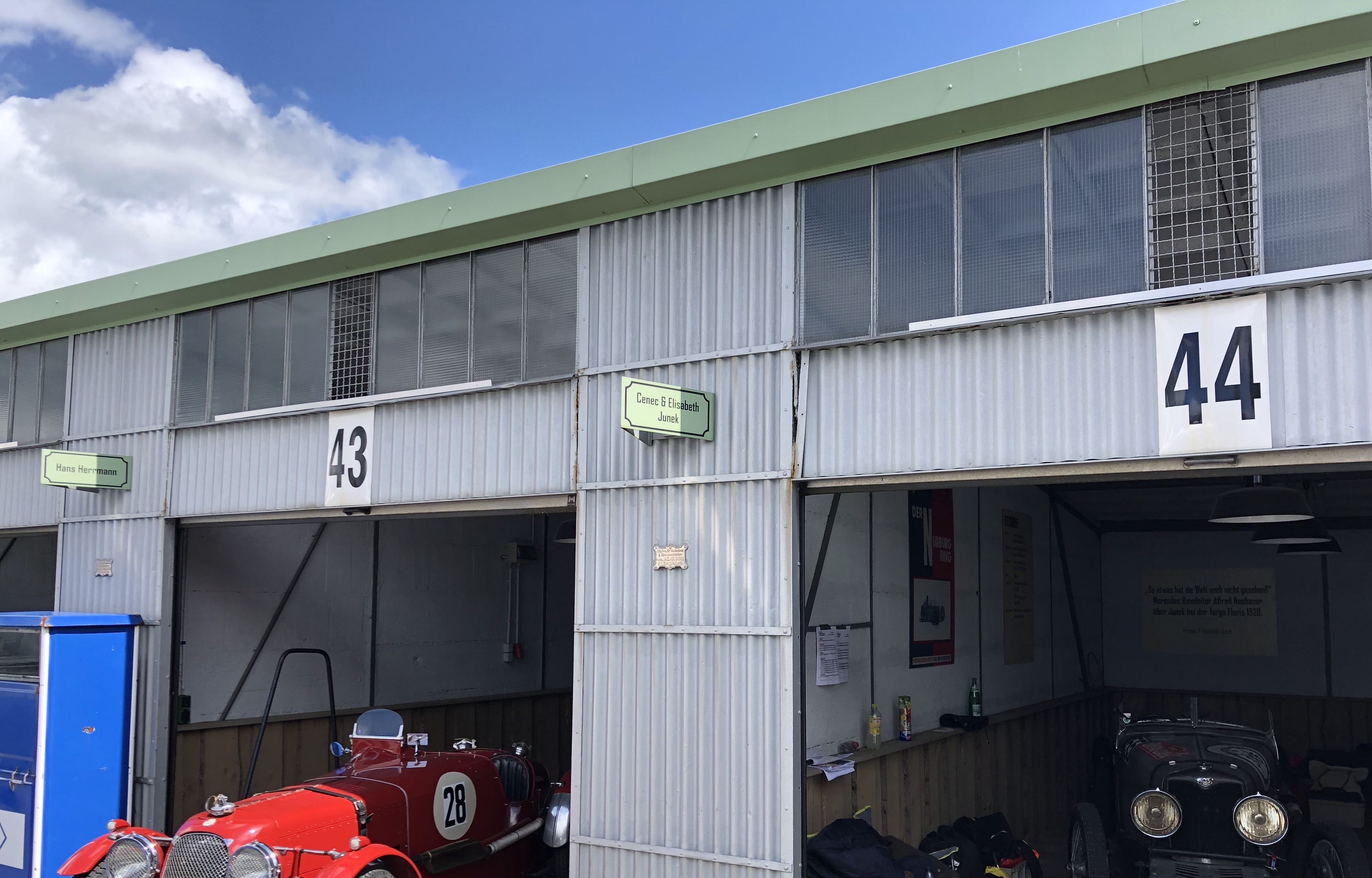
Box 43–44 mit Deko
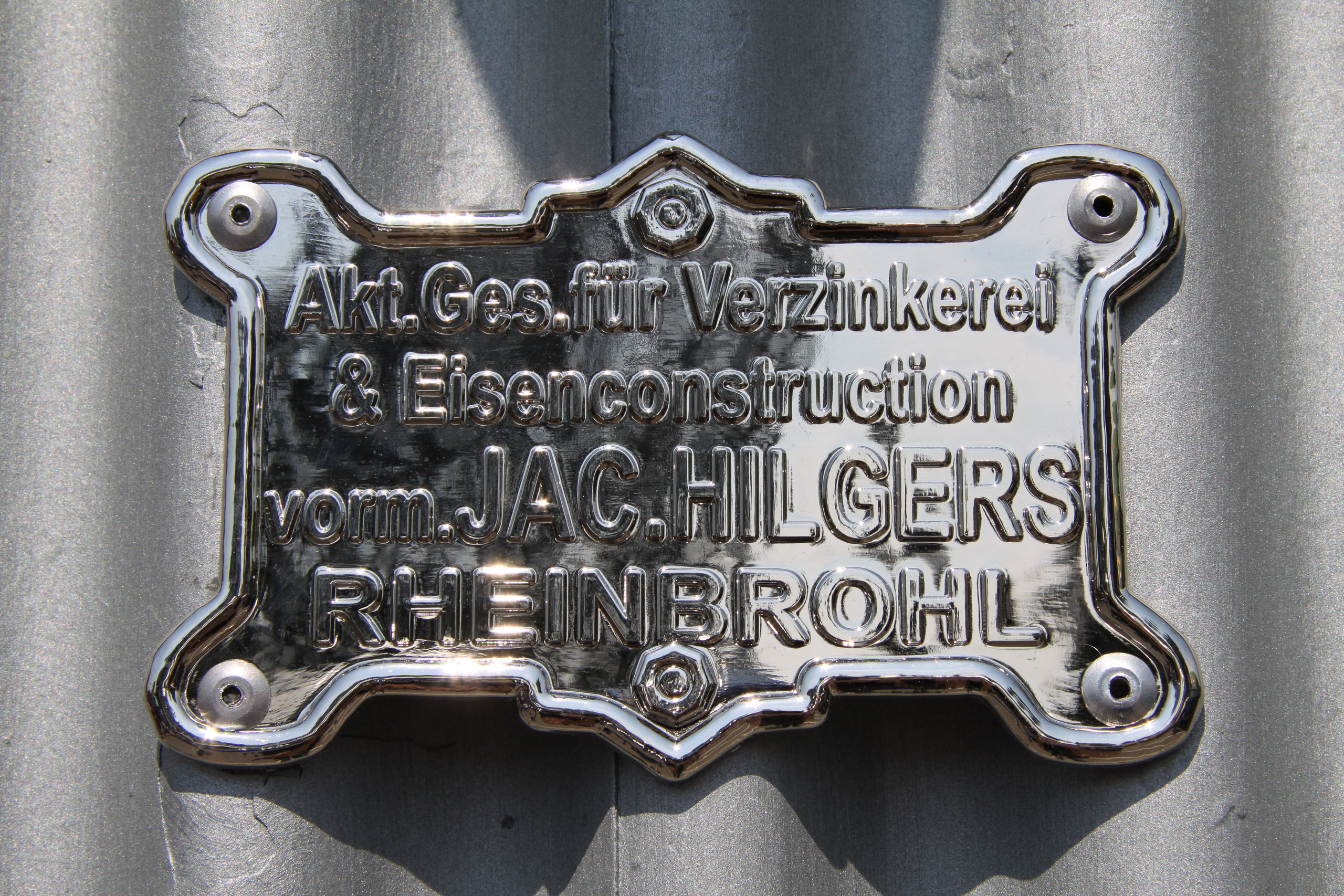
Nachgefertigte Plaketten des Garagenanlagen-Herstellers

## Boxen, Ehrungen und Nutzung heute

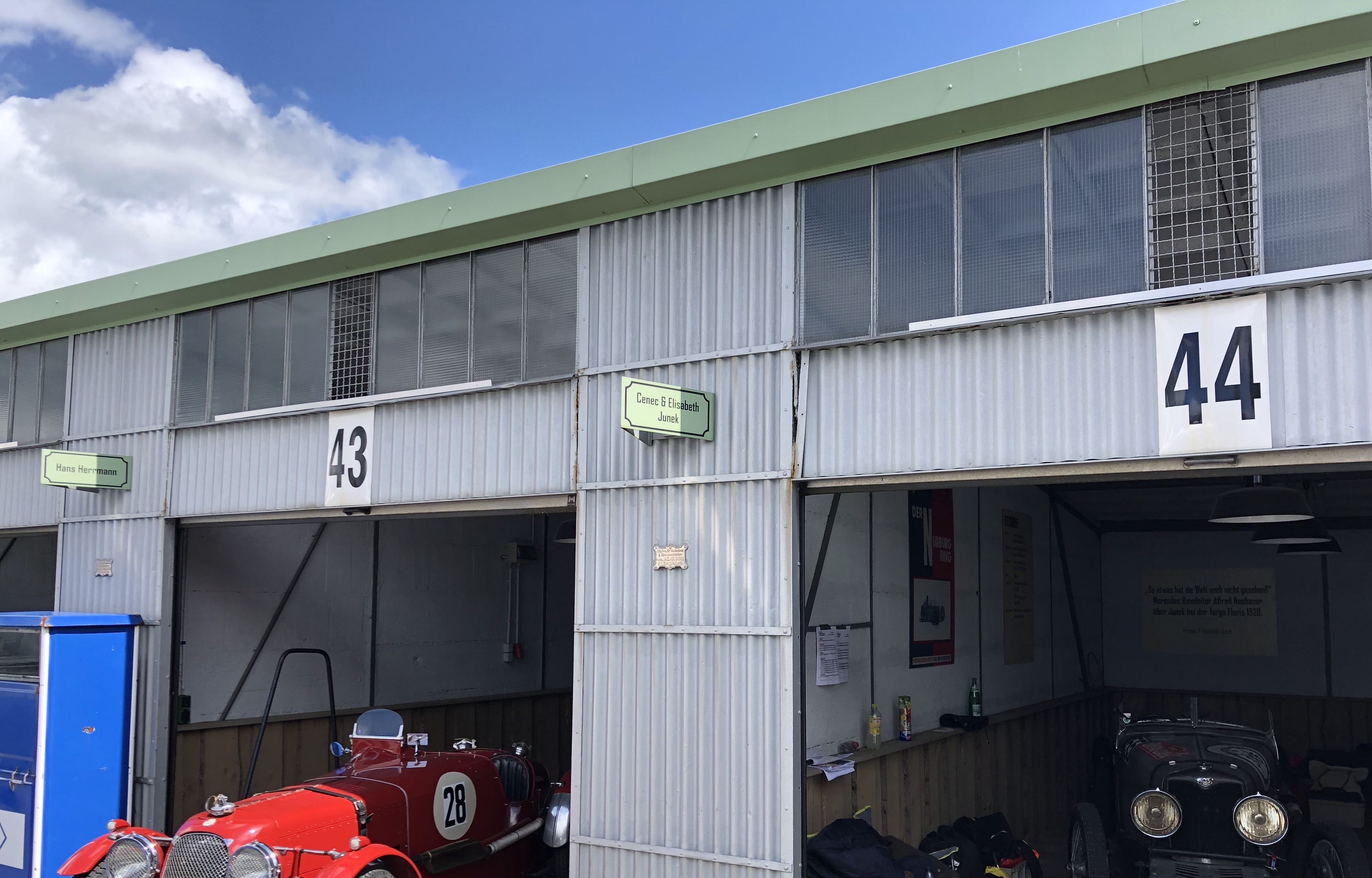
Box 43/44 mit Namensschildern Hans Herrmann und Cenec & Elisabeth Junek

Einzelne Boxen werden heute als Ladengeschäfte, Büros, Lagerräume oder Gastronomie genutzt. An der Mehrzahl der Boxen erinnern Namensschilder an besondere Persönlichkeiten aus dem Rennsport.
Die Boxen im Historischen Fahrerlager sind im Uhrzeigersinn nummeriert, beginnend bei der „Auffahrt neues-/Grand-Fahrerlager“, mit dem Imbiss in Box 1 (Stand 07/2022).
| Boxenplan mit Namensschildern |
| ----------------------------- |
|                               |

| Box | Ehrengalerie                                                 | Ehrengalerie | heutige Nutzung                                                  |
| Box | Namen                                                        | Erläuterung | heutige Nutzung                                                  |
| Boxen 1 - 13 (nordwestliche Reihe, parallel zur Rennstrecke)                                                | Boxen 1 - 13 (nordwestliche Reihe, parallel zur Rennstrecke) | Boxen 1 - 13 (nordwestliche Reihe, parallel zur Rennstrecke) | Boxen 1 - 13 (nordwestliche Reihe, parallel zur Rennstrecke)     |
| --- | ------------------------------------------------------------ | --- | ---------------------------------------------------------------- |
| 0- | -                                                            | | Büro Zugangskontrolle Grand-Prix-Fahrerlager                     |
| Zufahrt B / Tunnel (Auffahrt neues-/Grand-Prix-Fahrerlager)                                                 |                                                              | |                                                                  |
| 01 | -                                                            | | Imbiss: „Box 1“ (vormals BoxNStop)                               |
| 02 | -                                                            | | Imbiss: „Box 1“ (vormals BoxNStop)                               |
| 03 | Heinz Kürten                                                 | (* 23. Mai 1901 in Düsseldorf; † 22. Juni 1981 ebenda), Gesamtsieger Motorrad-Seitenwagen bei der Nürburgring-Eröffnung 1927. | Lagerraum                                                        |
| 04 | Clay Regazzoni                                               | (* 5. September 1939 in Porza; † 15. Dezember 2006 nahe Fontevivo bei Parma, Italien) war ein Schweizer Automobilrennfahrer. Er startete von 1970 bis 1980 in der Formel 1 und wurde 1974 Vizeweltmeister. |                                                                  |
| 05 | Wolfgang Graf Berghe von Trips                               | (* 4. Mai 1928 in Köln; † 10. September 1961 in Monza) war ein deutscher Automobilrennfahrer. Er startete von 1957 bis zu seinem Unfalltod 1961 in der höchsten automobilen Rennklasse Formel 1, in der er posthum Vizeweltmeister wurde. |                                                                  |
| 06 | Niki Lauda                                                   | (* 22. Februar 1949 in Wien; † 20. Mai 2019 in Zürich) war ein österreichischer Automobilrennfahrer, Unternehmer und Pilot. Er startete zwischen 1971 und 1985 in der Formel 1 und wurde dreimal Weltmeister. |                                                                  |
| 07 | Alberto Ascari                                               | (* 13. Juli 1918 in Mailand; † 26. Mai 1955 in Monza) war ein italienischer Automobilrennfahrer. Er startete in den frühen 1950er Jahren in der Automobil-Weltmeisterschaft (Formel 1), wo er mit 13 Grand-Prix-Siegen und zwei Weltmeistertiteln einer der erfolgreichsten Piloten war. |                                                                  |
| 08 | Juan Manuel Fangio                                           | (* 24. Juni 1911 in Balcarce; † 17. Juli 1995 in Buenos Aires) war ein argentinischer Automobilrennfahrer. Er prägte die Anfangsjahre der Formel 1 und wurde in dieser Klasse fünfmal Weltmeister, einer der erfolgreichsten Rennfahrer in der Geschichte des Grand-Prix-Sports. |                                                                  |
| 09 | Bernd Rosemeyer                                              | (* 14. Oktober 1909 in Lingen (Ems); † 28. Januar 1938 auf der Reichsautobahn Frankfurt–Darmstadt bei Mörfelden-Walldorf) war ein deutscher Motorrad- und Automobilrennfahrer. Er wurde 1936 Grand-Prix-Europameister. |                                                                  |
| 10 | Gijs van Lennep                                              | (* 16. März 1942 in Aerdenhout) ist ein ehemaliger niederländischer Automobilrennfahrer. Er entstammte dem Geschlecht Van Lennep. Sieger 24-Stunden-Rennen von Le Mans 1971 und 1976, Formel 1 von 1971–1975. |                                                                  |
| 11 | Hans Stuck                                                   | (* 27. Dezember 1900 in Warschau, Russisches Kaiserreich; † 9. Februar 1978 in Grainau) war ein deutsch-österreichischer Automobilrennfahrer. Hans Stuck ging als „der Bergkönig“ in die Motorsportgeschichte ein, weil er besonders bei Bergrennen sehr viele Erfolge erzielte. Er galt zudem als Prototyp des Herrenfahrers. |                                                                  |
| 12 | Stirling Moss                                                | (* 17. September 1929 in London, England; † 12. April 2020 ebenda) war ein britischer Automobilrennfahrer. Er startete zwischen 1951 und 1961 in der höchsten automobilen Motorsportklasse (Formel 1) und gilt mit vier Vizeweltmeisterschaften und 16 Grand-Prix-Siegen als der erfolgreichste Fahrer unter denen, die nie Weltmeister wurden. |                                                                  |
| 13 | Links: Mike Hawthorn Rechts: Heinz Arndt                     | Mike Hawthorn: (* 10. April 1929 in Mexborough, Yorkshire; † 22. Januar 1959 bei Guildford) war ein englischer Autorennfahrer, Le-Mans-Sieger und Formel-1-Weltmeister des Jahres 1958. Heinz Arndt: (* 1942; † 2020), „Hein vom Nürburgring“, langjähriger Helfer und Materialwart bei zahlreichen Motorsportveranstaltungen. | Materiallager des ADAC                                           |
| 0- | Links: Jackie Stewart                                        | Jackie Stewart: (* 11. Juni 1939 in Milton (West Dunbartonshire), Schottland) ist ein ehemaliger britischer Automobilrennfahrer und Motorsport-Funktionär. Er startete zwischen 1965 und 1973 in der Formel 1 und wurde in dieser Klasse dreimal Weltmeister (1969, 1971 und 1973). | Büro                                                             |
| Boxen 14 - 29 (nordöstliche Reihe, angrenzend zum ehemaliges Industrielager / Nürburgring Rennfahrerschule) |                                                              | |                                                                  |
| 14 | Rechts: Jacques Laffite                                      | Jacques Laffite: (* 21. November 1943 in Paris) ist ein ehemaliger französischer Automobilrennfahrer, der von 1974 bis 1986 in der Formel 1 fuhr. In 176 Grand-Prix-Rennen errang er sechs Siege, sieben Pole-Positions sowie 228 Weltmeisterschaftspunkte. | Werkstatt Nürburgring                                            |
| 15 | Ayrton Senna                                                 | (* 21. März 1960 in São Paulo; † 1. Mai 1994 in Bologna) war ein brasilianischer Automobilrennfahrer. Er wurde dreimal Weltmeister in der Formel 1. | Werkstatt Nürburgring                                            |
| 16 | Emerson Fittipaldi                                           | (* 12. Dezember 1946 in São Paulo) ist ein ehemaliger brasilianischerRennfahrer und zweifacher Formel-1-Weltmeister. Er wurde 1972 der bis dahin jüngste Weltmeister der Geschichte. | Büro                                                             |
| 17 | Stefan Bellof                                                | (* 20. November 1957 in Gießen; † 1. September 1985 in Stavelot, Belgien) war ein deutscher Automobilrennfahrer. 1984 und 1985 fuhr Bellof in der Formel 1. Seine größten Erfolge erreichte er bei Sportwagenrennen. In der Saison 1984 wurde er Langstrecken-Weltmeister, Deutscher Rennsportmeister und Fahrer-Europameister. | Büro                                                             |
| 18 | Edgar Barth                                                  | (* 26. Januar 1917 in Herold; † 20. Mai 1965 in Ludwigsburg) war ein deutscher Automobilrennfahrer. Er fuhr zunächst in der DDR Motorradrennen, wechselte dann in den Sportwagensport und startete später in der Formel 2 und ab 1953, sowie 1957–1960 und 1964 in der Formel 1. | Ladenlokal                                                       |
| Zufahrt C (ehemaliges Industrie-Fahrerlager, heute Nürburgring Rennfahrerschule)                            |                                                              | |                                                                  |
| 19 | Bob Wollek                                                   | (* 4. November 1943 in Straßburg; † 16. März 2001 in Sebring, Florida) war ein französischer Automobilrennfahrer. Wollek startete 24 Jahre (1968 – 1992) in der Sportwagen-Weltmeisterschaft und wurde unter anderem 1978 mit dem Porsche-Team Kremer Racing Weltmeister. |                                                                  |
| 20 | David Piper                                                  | (* 2. Dezember 1930 in Edgware) ist ein ehemaliger britischer Automobilrennfahrer. Piper startete von 1957 – 1970 in der Sportwagen-Weltmeisterschaft und 1959 / 1960 in der Formel 1. |                                                                  |
| 21 | Jürgen Neuhaus                                               | (* 29. Juni 1941 in Wuppertal; † 17. Februar 2022) war ein deutscher Automobilrennfahrer und Unternehmer. Neuhaus startete 1967 – 1977 in der Sportwagen-Weltmeisterschaft. |                                                                  |
| 22 | Kurt Ahrens                                                  | Kurt Ahrens jun.: (* 19. April 1940 in Braunschweig) ist ein ehemaliger deutscher Rennfahrer. Er startete bis ca. 1963 als Kurt Ahrens jun. (auf Cooper). Kurt Ahrens sen.: (* 1908 in Hildesheim; † August 1988 in Braunschweig) war ein deutscher Rennfahrer und Kaufmann. *) Anmerkung: Vater Kurt Ahrens sen. und Sohn Kurt Ahrens jun. starteten beide mehrfach bei denselben relevanten Veranstaltungen, eine eindeutige Zuordnung ist deswegen hier nicht möglich. |                                                                  |
| 23 | Strietzel Stuck                                              | (* 1. Januar 1951 in Garmisch-Partenkirchen) ist ein deutscher Motorsportfunktionär sowie ehemaliger Automobilrennfahrer. Er startete zwischen 1974 und 1979 in der Formel 1, gewann 1986 und 1987 das 24-Stunden-Rennen von Le Mans und wurde 1990 Deutscher Tourenwagen-Meister. |                                                                  |
| 24 | George Abecassis                                             | (* 21. März 1913 in Chertsey, Surrey; † 18. Dezember 1991 in Ibstone, Buckinghamshire) war ein britischer Rennfahrer. |                                                                  |
| 25 | Carlos Reutemann                                             | (* 12. April 1942 in Santa Fe, Provinz Santa Fe; † 7. Juli 2021 ebenda) war ein argentinischer Politiker und Automobilrennfahrer. Reutemann war von 1972 bis 1982 in der höchsten Motorsportklasse Formel 1 aktiv und ging dort für namhafte Teams wie Brabham, Ferrari, Lotus und Williams an den Start. |                                                                  |
| 26 | Gilles Villeneuve                                            | (* 18. Januar 1950 in Saint-Jean-sur-Richelieu; † 8. Mai 1982 in Löwen, Belgien) war ein kanadischer Automobilrennfahrer. Von 1977 bis 1982 startete Villeneuve bei 67 Formel-1-Grands-Prix, in der Formel-1-Saison 1979 wurde er Zweiter der Weltmeisterschaft. |                                                                  |
| 27 | John Surtees                                                 | (* 11. Februar 1934 in Tatsfield, Surrey, England; † 10. März 2017 in London) war ein britischer Rennfahrer. Surtees ist der einzige Fahrer der Geschichte, dem es gelang, sowohl in der Motorrad-Weltmeisterschaft als auch in der Formel 1 Weltmeister zu werden. Er war auch Besitzer eines eigenen Formel-1-Rennstalls (Surtees Racing Organisation). |                                                                  |
| 28 | James Hunt                                                   | (* 29. August 1947 in Epsom; † 15. Juni 1993 in Wimbledon) war ein britischer Automobilrennfahrer. Er nahm zwischen 1973 und 1979 an der Formel 1 teil. Hunt gewann zehn Grands Prix und wurde 1976 Formel-1-Weltmeister. |                                                                  |
| 0- | Teo Fabi                                                     | (* 9. März 1955 in Mailand) ist ein ehemaliger italienischer Skirennläufer und Automobilrennfahrer. Zwischen 1982 und 1987 startete er zu 64 Grand-Prix-Rennen in der Formel 1, später bei Sportwagenrennen. | Gastronomie (über Eck): „Kesselchen im historischen Fahrerlager“ |
| Boxen 29 - 45 (südöstliche Reihe, parallel zur Bundesstraße)                                                |                                                              | | Gastronomie (über Eck): „Kesselchen im historischen Fahrerlager“ |
| 29 | -                                                            | | Gastronomie (über Eck): „Kesselchen im historischen Fahrerlager“ |
| 30 | Rechts: Jack Brabham                                         | (* 2. April 1926 in Hurstville, New South Wales; † 19. Mai 2014 in Gold Coast, Queensland) war ein australischer Rennfahrer, der dreimal die Fahrerweltmeisterschaft der Formel 1 gewann. | Gastronomie (über Eck): „Kesselchen im historischen Fahrerlager“ |
| 31 | Chris Irwin                                                  | (* 27. Juni 1942 in London) ist ein ehemaliger britischer Formel-1-Fahrer. |                                                                  |
| 32 | Tony Brooks                                                  | (* 25. Februar 1932 in Dukinfield, Cheshire; † 3. Mai 2022) war ein englischer Automobilrennfahrer und Formel-1-Vize-Weltmeister des Jahres 1959. Nach dem Tod von Stirling Moss im April 2020 war Brooks der älteste zu dieser Zeit noch lebende Grand-Prix-Sieger. |                                                                  |
| 33 | Graham Hill                                                  | (* 15. Februar 1929 in Hampstead, London; † 29. November 1975 bei Arkley, London Borough of Barnet) war ein britischer Automobilrennfahrer. Er startete zwischen 1958 und 1975 bei 176 Grand Prix in der Formel 1 und errang zweimal den Weltmeistertitel. |                                                                  |
| 34 | Jim Clark                                                    | (* 4. März 1936 in Kilmany, Fife, Schottland; † 7. April 1968 in Hockenheim) war ein britischer Automobilrennfahrer. Er startete zwischen 1960 und 1968 bei 72 Grand-Prix-Rennen für Lotus in der Formel 1 und wurde zweimal Weltmeister (1963 und 1965). |                                                                  |
| 35 | Jochen Rindt                                                 | (* 18. April 1942 in Mainz; † 5. September 1970 in Monza) war ein Automobilrennfahrer, Formel-1-Pilot und mehrfacher Grand-Prix-Sieger. Sein Punktevorsprung 1970 genügte, um als bis heute einziger Fahrer postum Formel-1-Weltmeister zu werden. |                                                                  |
| 36 | Giuseppe Farina                                              | (* 30. Oktober 1906 in Turin; † 30. Juni 1966 bei Chambéry) war ein italienischer Automobilrennfahrer und der erste Formel-1-Weltmeister der Geschichte. |                                                                  |
| 37 | Tazio Nuvolari                                               | (* 16. November 1892 in Castel d’Ario, Provinz Mantua; † 11. August 1953 in Mantua) war ein italienischer Motorrad- und Automobilrennfahrer. |                                                                  |
| 38 | Manfred von Brauchitsch                                      | (* 15. August 1905 in Hamburg; † 5. Februar 2003 in Schleiz) war ein deutscher Automobilrennfahrer und Sportfunktionär. |                                                                  |
| 39 | Rudolf Caracciola                                            | (* 30. Januar 1901 in Remagen; † 28. September 1959 in Kassel) war ein deutscher Automobilrennfahrer und vor dem Zweiten Weltkrieg der erfolgreichste Fahrer in Europa. |                                                                  |
| 40 | Hermann Lang                                                 | (* 6. April 1909 in Stuttgart-Cannstatt; † 19. Oktober 1987 Bad Cannstatt) war ein deutscher Motorrad- und Automobilrennfahrer. |                                                                  |
| 41 | Jochen Mass                                                  | (* 30. September 1946 in Dorfen) ist ein ehemaliger deutscher Automobilrennfahrer. Seine aktive Laufbahn führte vom Tourenwagensport über die Formel 1 bis zu Langstreckenrennen. |                                                                  |
| 42 | Karl Kling                                                   | (* 16. September 1910 in Gießen; † 18. März 2003 in Hemmenhofen am Bodensee) war ein deutscher Automobilrennfahrer und Mercedes-Rennleiter. |                                                                  |
| 43 | Hans Herrmann                                                | (* 23. Februar 1928 in Stuttgart) ist ein ehemaliger deutscher Automobilrennfahrer. Er gewann u. a. 1968 die 24h von Daytona und 1970 die 24h von LeMans. |                                                                  |
| 44 | Cenek & Elisabeth Junek                                      | Cenek Junek: (* 25. Mai 1894 in Čermná; † 15. Juli 1928 am Nürburgring) war ein tschechoslowakischer Bankier und Automobilrennfahrer. Junek gilt als erstes Todesopfer der Nordschleife. Elisabeth Junek: (* 16. November 1900 in Olmütz; † 5. Januar 1994 in Prag) war eine tschechoslowakische Automobilrennfahrerin und Ehefrau von Cenek Junek. |                                                                  |
| 45 | Toulo de Graffenried                                         | (* 18. Mai 1914 in Paris; † 22. Januar 2007 in Lonay) war ein Schweizer Automobilrennfahrer. |                                                                  |
| Boxen 46 - 59 (südwestliche Reihe, angrenzend zum Dorint-Hotel und Verwaltungsgebäuden)                     |                                                              | |                                                                  |
| 0- |                                                              | | Depot / Büro                                                     |
| 46 | Jacky Ickx                                                   | (* 1. Januar 1945 in Brüssel) ist ein ehemaliger belgischer Formel-1- und Sportwagen-Rennfahrer. | Büro                                                             |
| 47 | Gerhard Mitter                                               | (* 30. August 1935 in Schönlinde, Tschechoslowakei; † 1. August 1969 in Nürburg) war ein deutscher Motorrad- und Automobilrennfahrer. Mitter startete im Formelwagen ebenso wie im Tourenwagen, Sportwagen, in Langstreckenrennen und bei Bergrennen, wo er dreimal Europameister wurde. | Büro                                                             |
| 48 | Toni Ulmen                                                   | (* 25. Januar 1906 in Düsseldorf; † 4. November 1976 ebenda) war ein deutscher Motorrad- und Automobilrennfahrer. Von 1949 bis 1952 wurde er viermal deutscher Sportwagen- bzw. Formel-2-Meister. | Büro                                                             |
| 49 | Marc Surer                                                   | (* 18. September 1951 in Arisdorf) ist ein ehemaliger Schweizer Automobilrennfahrer und Formel-1-Kommentator im Schweizer Fernsehen. |                                                                  |
| Zufahrt A (Einfahrt Haus A / Dorint Hotel)                                                                  |                                                              | |                                                                  |
| 50 | Jo Siffert                                                   | (* 7. Juli 1936 in Freiburg im Üechtland, Schweiz; † 24. Oktober 1971 in Brands Hatch, Vereinigtes Königreich) war ein Schweizer Formel-1- und Sportwagen-Rennfahrer. |                                                                  |
| 51 | Rolf Stommelen                                               | (* 11. Juli 1943 in Siegen; † 24. April 1983 in Riverside, Kalifornien) war ein deutscher Sportwagen- und Formel-1-Rennfahrer. |                                                                  |
| 52 | Thierry Boutsen                                              | (* 13. Juli 1957 in Brüssel) ist ein ehemaliger belgischer Automobilrennfahrer und Formel-1-Pilot. |                                                                  |
| 53 | Klaus Ludwig                                                 | (* 5. Oktober 1949 in Bonn) ist ein deutscher Automobilrennfahrer. Er gilt als Deutschlands erfolgreichster Tourenwagenfahrer und wird deswegen auch als „König Ludwig“ bezeichnet. | Geschäftslokal für Automobilia und Rennsport-Andenken            |
| 54 | Walter Röhrl                                                 | (* 7. März 1947 in Regensburg) ist ein deutscher Rallyefahrer. „Der Lange“, wie sein auch in den Medien häufig verwendeter Spitzname lautet, war zwischen 1973 und 1987 als Rallyeprofi aktiv und gewann in dieser Zeit zwei FIA-Fahrerweltmeisterschaften (1980 und 1982) sowie eine Europameisterschaft (1974). Parallel zu seiner Karriere als Rallyesportler fuhr Röhrl auch Rundstreckenrennen.                                                                      | Geschäftslokal für Automobilia und Rennsport-Andenken            |
| 55 | Hubert Hahne                                                 | (* 28. März 1935 in Moers; † 24. April 2019 in Düsseldorf) war ein deutscher Rennfahrer, der sowohl bei Tourenwagenrennen als auch in der Formel 2 erfolgreich war. | Geschäftslokal für Automobilia und Rennsport-Andenken            |
| 56 | -                                                            | | Toilettenanlage                                                  |
| 57 | Toni Bauhofer                                                | (* 25. Januar 1892 in München; † 10. Januar 1968 ebenda) war ein deutscher Automobil- und Motorradrennfahrer. Bauhofer gilt als einer der Wegbereiter des deutschen Motorradrennsports und war einer der ersten deutschen Spitzenrennfahrer. In seiner Karriere gewann er viermal die Deutsche Motorrad-Straßenmeisterschaft. | Ladenlokal                                                       |
| 58 | Jakob Doll                                                   | (* unbekannt; † ebenso), Teilnehmer der Eifelrundfahrt 1925 und 1926 und bei den ersten Motorradrennen auf dem neuen Nürburgring 1927 und 1928. | Büro                                                             |
| 59 | Peter Visé                                                   | (* 1905; † 1928), Sieger der Eifelrundfahrt 1926 bei den Seitenwagen und Zweiter beim ersten Motorrad-Seitenwagen-Rennens bei der Nürburgring-Eröffnung 1927. | Büro                                                             |
| 0- | -                                                            | | Büro                                                             |